# Julio Numhauser
Julio Numhauser Navarro (1940) es un músico, cantante y compositor chileno destacado en la ejecución y composición de música folclórica de Chile, especialmente como fundador del grupo Quilapayún, en el que permaneció hasta 1967. En 1973, la dictadura militar del general Augusto Pinochet lo obligó a exiliarse en Suecia, donde permanece desde entonces. Integró también el dúo Amerindios y el grupo Somos.
Compuso varias canciones destacadas que integran el cancionero folklórico latinoamericano entre las que se destaca «Todo cambia». Ganó la competición folclórica del XIV Festival Internacional de la Canción de Viña del Mar en 1973 con la canción «Mi río», interpretada por Charo Cofré.
En 2000 fue designado por el presidente Ricardo Lagos agregado cultural de la embajada chilena en Suecia.

## Biografía
En 1965 fundó con los hermanos Eduardo y Julio Carrasco el grupo Quilapayún, al que le puso el nombre, integrado también por Carlos Quezada, dirigido artísticamente primero por Ángel Parra y luego por Víctor Jara. Permanece en el conjunto hasta 1967, grabando el primer álbum.
En 1969 fundó el dúo Amerindios con Mario Salazar, un músico de jazz, a partir del taller de folklore que ambos dictaban en la Facultad de Medicina de Santiago de Chile. Otros músicos también participaron del grupo como Ernesto Parra y Patricio Castillo. El grupo buscó innovar en la música popular chilena, incorporando instrumentos electrónicos y combinando ritmos. En esa dirección compusieron Cueca beat. Desarrollaron una concepción abierta del espectáculo, rompiendo la frontera del escenario y combinando con el teatro popular. Participan en la banda musical de algunas películas documentales y cortometrajes (Qué hacer, El Diálogo de América, de Álvaro Covacevich, El gran desafío). Hacen la música de continuidad de UCV Televisión y el jingle de la revista Onda: "Hoy es el primer día del resto de tu vida". 
Al resultar elegido presidente Salvador Allende, en 1970, fue designado director artístico de la recién adquirida empresa estatal IRT. Numhauser tuvo una posición abierta frente a las diversas corrientes de la música popular chilena y enfrentó la oposición de artistas y funcionarios que sostenían que el gobierno no debía apoyar la música rock nacional. Estas controversias lo llevaron a crear un sello especial para el rock chileno, Machitun, subsidiaria de IRT, que realizó su primer registro con Los Jaivas. El sello solo editó tres discos, pero el catálogo de lo que quedó grabado y se perdió era mucho más extenso. En febrero y marzo de 1971 fue parte del equipo que desarrolló el Tren Popular de la Cultura.
En 1973 ganó como autor el Festival de Viña del Mar con su canción Mi río, interpretada por Charo Cofré. Ese mismo año, a causa del golpe de Estado del general Augusto Pinochet, se exilió en Suecia donde vivió desde entonces en la localidad de Åkarp, cerca de la ciudad Malmö. En Suecia formó el grupo Somos, con los chilenos Francisco Ibarra y Óscar Salazar.
Entre las canciones que ha compuesto figuran, además de la famosa Todo cambia (letra y música) compuesta en el exilio, Los colihues, El barco de papel, Alejado de ti pero contigo y Con todo el amor entre otras.
En 2000 fue designado por el presidente Ricardo Lagos agregado cultural de la embajada chilena en Suecia.
En 2016 volvió a grabar la canción «Todo cambia» junto a su hijo Maciel Numhauser, publicándola en YouTube.

## Discografía

### Con Quilapayún
- 1967 - Quilapayún

### Con Amerindios
- 1970 - Amerindios
- 1973 - Tu grito es mi canto
- 1978 - Alejado de ti... pero contigo

### Solista
- 1982 - Todo cambia
- 1984? - Somos PAX
- 1989 - A Chile con todo el amor (CBS)
- 1997 - Nuevos caminos
- 2001 - Antología (Warner Music)

### Colectivos
- 2003 - Nueva Canción Chilena. Antología definitiva